# Serge Ravanel
Pour les articles homonymes, voir Ravanel.
Serge Ravanel, né Serge Asher le 12 mai 1920 à Paris (16e), ville où il est mort le 27 avril 2009, était un résistant français.

## Biographie

### Sa formation
Serge Asher naît le 12 mai 1920 à Paris. Sa mère, tchécoslovaque d’origine, a participé au mouvement d’indépendance pour la Tchécoslovaquie avant de venir s’installer en France, où elle devient commissionnaire dans la haute couture. Son beau-père, agent d’une grande société commerciale, est en Afrique noire. Ses études secondaires se déroulent au lycée Louis-le-Grand. À l’adolescence, Serge Asher effectue des voyages en Europe centrale (en Autriche notamment) au cours desquels il prend conscience des menaces pesant sur la paix. En juin 1939, âgé de 19 ans, il réussit le concours d’entrée à l’École polytechnique qu’il rejoint en septembre (promotion X1939),.
Affecté le 1er avril 1940 à l’école d’officiers d’artillerie de Fontainebleau, école qu’il ne rejoint qu’en mai, il ne participe pas aux combats de mai-juin 1940. Initialement destiné à rejoindre le front avec le grade de sous-lieutenant au sortir de sa formation en octobre, il est envoyé en Savoie au lendemain de l’armistice, dans un des chantiers de jeunesse alors en voie de création. Il pense encore que Pétain « ruse avec l’ennemi ». C’est sans doute à cette occasion qu’il apprend à connaître les exploits des frères Ravanel, guides de montagne à Chamonix, qui lui inspireront plus tard son pseudonyme. En décembre 1940, il est rappelé à l’École polytechnique, repliée à Lyon depuis l’automne 1940 dans l’enceinte de l’École de santé militaire.

### Ses débuts dans la Résistance
En avril 1941, Serge Asher envisage de rejoindre Londres en passant par le Portugal, avant de commencer à résister en distribuant des tracts et des journaux clandestins. Il rejoint d’abord l’antenne lyonnaise du « mouvement du général Cochet » puis celui de la « rue de Constantine », animé par Stanislas Fumet et regroupant des journalistes de la revue Temps nouveau. En décembre 1941, il tente de créer son propre groupe de résistance. Ses études achevées (juin 1942), il est contacté par Jacques Brunschwig et entre à Libération-Sud, le mouvement d’Emmanuel d’Astier de La Vigerie. Utilisé comme messager et agent de liaison, il fait souvent la navette entre les zones Sud et Nord. En septembre 1942, il devient « permanent », attaché au comité directeur.
Arrêté par la police française à Marseille, le 5 novembre 1942, il s’échappe le lendemain grâce à la complaisance de ses gardiens. Le 15 mars 1943, à Lyon, il est à nouveau arrêté par la police française avec une vingtaine de camarades, dont Maurice Kriegel-Valrimont et Raymond Aubrac. Incarcérés à la prison Saint-Paul, ils se rendent malades en absorbant des drogues et sont transférés à l’hôpital de l’Antiquaille. Une action préparée par Lucie Aubrac — qui disait souvent, en parlant de lui : « Serge, c’est mon petit frère ! » — est conduite par des groupes francs (GF) de Libération-Sud déguisés en hommes de la Gestapo. Ils parviennent à le libérer avec deux camarades le 24 mai 1943.

### Des groupes francs aux FFI
L'hiver précédent, les mouvements de résistance Combat, Franc-Tireur et Libération-Sud ont fusionné pour donner les Mouvements unis de la Résistance (MUR). Serge Asher, qui a alors pris le pseudonyme de « Ravanel », en est nommé chef national des groupes francs (juin 1943) en remplacement de Jacques Renouvin, arrêté en janvier. Son rôle consiste à créer, animer et développer ces groupes francs sur tout le territoire national, ce qu'il fait d'abord en zone Sud puis, après la naissance du Mouvement de libération nationale (MLN) fin 1943, sur l'ensemble du pays. Après l'arrestation de Jean Moulin par la Gestapo le 21 juin 1943, le mouvement lui demande de le faire évader. Le manque d'informations fiables, la découverte par Klaus Barbie de la véritable identité de son prisonnier, puis son transfert à  Paris, ne le permettent pas.
Le 19 octobre 1943, Serge Asher-Ravanel risque une troisième arrestation par la police militaire allemande, lors d'une réunion près de Meximieux, dans l'Ain : il doit son salut à un saut par une fenêtre suivi d'un plongeon dans l'Ain. Les groupes francs réussissent ensuite un certain nombre d'opérations d'envergure : libération de Raymond Aubrac par l'attaque de la fourgonnette de la Gestapo qui le transporte en plein centre-ville de Lyon le 21 octobre 1943, destruction du dépôt de munitions de Grenoble (13 novembre)...
En 1944, la fusion des diverses formations militaires du MLN donne naissance aux Corps francs de la Libération (CFL). Ravanel change alors de fonction et devient le 1er avril 1944 chef du bureau action (3e bureau) de l'état-major des CFL. Il tente aussitôt de mettre en place un responsable à Toulouse, puis demande à occuper lui-même ce poste de chef régional. Le 6 juin 1944, le général Kœnig le nomme colonel : à 24 ans, il est le plus jeune colonel français de la Seconde Guerre mondiale et chef régional de l'ensemble des forces militaires régionales de la Résistance, alors réunies en Forces françaises de l'intérieur (FFI). En août 1944, avec Jean Cassou, commissaire de la République, il coordonne les combats dans la région de Toulouse (région R4) et participe à la libération de la ville (19 août 1944). Ces événements font près de 1 000 morts et plus de 13 000 prisonniers du côté allemand. En tant que commandant de la région militaire de Toulouse, Ravanel organise les FFI en unités régulières ; celles-ci participent à la libération d'autres villes.
En visite à Toulouse les 16 et 17 septembre 1944, le général de Gaulle, dans un contact rugueux avec Serge Ravanel, lui reproche de laisser trop d'espace aux communistes. Fin septembre 1944, Serge Ravanel est blessé dans un accident de motocyclette à l'occasion d'une mission à Paris : il abandonne alors son commandement régional. À la fin de la guerre, Ravanel est chef de bataillon. Diplômé d'état-major, il est fait compagnon de la Libération par décret du 18 janvier 1946.

### L'après-guerre
En 1950, il démissionne de l'armée pour exercer l'activité d'ingénieur en électronique. Il fonde plusieurs entreprises. Agent de l'ANVAR, l'Agence pour la valorisation de la recherche, il appartient de 1981 à 1983 au cabinet de Jean-Pierre Chevènement, ministre de la Recherche et de la Technologie, puis ministre de la Recherche et de l'Industrie. Plus tard, il s'occupe de délégations de ce ministère dans les départements d'outre-mer.
Serge Ravanel prend sa retraite en 1985 et exerce alors des fonctions de consultant, notamment pour l'équipementier aéronautique Intertechnique présidé par Jacques Maillet et le constructeur de serveurs vocaux FERMA. En 1994, il est présent sur la liste MDC aux élections européennes. Par ailleurs, il s'implique dans de nombreux mouvements et associations mémoriels relatifs à la Résistance : Fondation de la Résistance, Mémoires et espoirs de la Résistance, Association pour les études sur la résistance intérieure (AERI), X-Résistance, etc. Il devient ainsi une des figures les plus marquantes des témoins de la Résistance et donne alors de nombreuses conférences en collège et lycée sur le sujet, rappelant inlassablement les valeurs de la Résistance : « Honneur, don de soi, sens de l'intérêt général, refus du racisme ». Serge Ravanel décède à 88 ans, le 27 avril 2009 à Paris. Il reçoit les honneurs militaires aux Invalides le 5 mai 2009.

## Distinctions
- Grand officier de la Légion d'honneur
- Compagnon de la Libération par décret du 18 janvier 1946[12]
- Croix de guerre 1939–1945, palme de bronze
- Médaille de la Résistance française avec rosette par décret du 31 mars 1947[13]
- Médaille des évadés
- Bronze Star Medal (USA)